# Makeru na Wasshoi!
Singles par Mobekimasu
Busu ni Naranai Tetsugaku
(16 novembre 2011)
 Makeru na Wasshoi!  (負けるな わっしょい!) est un single "indie" (indépendant) du groupe temporaire Bekimasu, formé de 17 chanteuses du Hello! Project : les membres de Berryz Kōbō, de °C-ute, de Smileage, et la soliste Erina Mano.

## Présentation
La chanson Makeru na Wasshoi!, écrite et produite par Tsunku, est tout d'abord vendue en téléchargement au format Chaku-Uta à partir de juillet 2011, en soutien des victimes du tremblement de terre de mars 2011. En août suivant, un single physique ne contenant que la chanson et sa version instrumentale est produit sous un label lié à la maison de disques Up-Front Works, pour être mis en vente uniquement sur les lieux des concerts communs de la tournée d'été du H!P Hello! Project Summer 2011.
La chanson figure ensuite sur la compilation de fin d'année du Hello! Project Petit Best 12. Le single est alors réédité le 21 décembre 2011, toujours en "indie", mais est cette fois mis en vente dans certains magasins de musique en ligne.
Le mois précédent, les membres de Bekimasu (moins Saki Ogawa de S/mileage partie entre-temps) avaient été rejointes par celles de Morning Musume et les nouvelles membres de Smileage pour former une nouvelle mouture du groupe, renommé Hello! Project Mobekimasu, sortant avec succès un single "régulier" : Busu ni Naranai Tetsugaku.

## Participantes
- Berryz Kōbō (Māsa Sudō, Yurina Kumai, Saki Shimizu, Risako Sugaya, Miyabi Natsuyaki, Chinami Tokunaga, Momoko Tsugunaga)
- °C-ute (Airi Suzuki, Maimi Yajima, Mai Hagiwara, Chisato Okai, Saki Nakajima)
- Erina Mano (soliste)
- S/mileage (Yūka Maeda, Ayaka Wada, Kanon Fukuda, Saki Ogawa)

(Saki Ogawa de S/mileage a quitté le groupe et le H!P fin août, entre les deux éditions du disque, mais figure toujours sur sa couverture qui n'a pas été modifiée.)

## Liste des titres
Single CD
1. Makeru na Wasshoi!  (負けるな わっしょい!?)
2. Makeru na Wasshoi! (Instrumental) (負けるな わっしょい!...?)